# 기타오미촌
기타오미촌(北大海村)은 이시카와현 하쿠이군에 설치되었던 촌이다.